# Temporada da Stock Car Brasil de 2003
A Temporada da Stock Car Brasil de 2003 foi a 25ª edição promovida pela CBA da principal categoria do automobilismo brasileiro. O campeão foi o paranaense David Muffato.

## Calendário[2]
| #  | Data           | Etapa              | Circuito                          | Pole Position      | Piloto vencedor    | Equipe vencedora   | #     |
| -- | -------------- | ------------------ | --------------------------------- | ------------------ | ------------------ | ------------------ | ----- |
| 1  | 23 de março    | Paraná             | Autódromo de Curitiba (Oval)      | Ingo Hoffmann      | Ingo Hoffmann      | JF Racing          | [ 3 ] |
| 2  | 13 de Abril    | Mato Grosso do Sul | Autódromo de Campo Grande (Misto) | Raul Boesel        | David Muffato      | Repsol-Boettger    | [ 3 ] |
| 3  | 27 de Abril    | São Paulo          | Autódromo de Interlagos (Misto)   | Chico Serra        | David Muffato      | Repsol-Boettger    | [ 3 ] |
| 4  | 25 de Maio     | Rio de Janeiro     | Autódromo de Jacarepaguá (Misto)  | Cacá Bueno         | David Muffato      | Repsol-Boettger    | [ 3 ] |
| 5  | 15 de Junho    | Paraná             | Autódromo de Londrina (Misto)     | Giuliano Losacco   | Nonô Figueiredo    | Scuderia 111       | [ 3 ] |
| 6  | 13 de Julho    | São Paulo          | Autódromo de Interlagos (Misto)   | Giuliano Losacco   | Giuliano Losacco   | Itupetro           | [ 4 ] |
| 7  | 17 de agosto   | Paraná             | Autódromo de Curitiba (Misto)     | Antônio Jorge Neto | Guto Negrão        | Medley-A. Mattheis | [ 3 ] |
| 8  | 7 de setembro  | Mato Grosso do Sul | Autódromo de Campo Grande (Misto) | David Muffato      | David Muffato      | Repsol-Boettger    | [ 5 ] |
| 9  | 28 de setembro | Rio de Janeiro     | Autódromo de Jacarepaguá (Misto)  | Cacá Bueno         | Cacá Bueno         | RS Competições     | [ 3 ] |
| 10 | 19 de outubro  | Distrito Federal   | Autódromo de Brasília (Oval)      | Giuliano Losacco   | Antônio Jorge Neto | Medley-A. Mattheis | [ 3 ] |
| 11 | 9 de novembro  | Paraná             | Autódromo de Curitiba (Misto)     | Thiago Camilo      | Guto Negrão        | Medley-A. Mattheis | [ 6 ] |
| 12 | 30 de novembro | São Paulo          | Autódromo de Interlagos (Misto)   | Antonio Jorge Neto | Chico Serra        | WB Motosport       | [ 7 ] |

## Equipes e pilotos
| Equipe                   | No. | Piloto             | Corridas        |
| ------------------------ | --- | ------------------ | --------------- |
| RS Competições           | 0   | Cacá Bueno         | Todas           |
| RS Competições           | 4   | Popó Bueno         | Todas           |
| JF Racing                | 1   | Ingo Hoffmann      | Todas           |
| JF Racing                | 10  | Sandro Tannuri     | Todas           |
| Start Racing             | 2   | Neto de Nigris     | Todas           |
| WB Motosport             | 3   | Chico Serra        | Todas           |
| WB Motosport             | 6   | Alceu Feldmann     | Todas           |
| A. Jardim Competições    | 5   | Adalberto Jardim   | Todas           |
| Action Power             | 7   | Thiago Marques     | 1–3, 5–12       |
| Carlos Alves Competições | 8   | Carlos Alves       | Todas           |
| Medley-A. Mattheis       | 9   | Xandy Negrão       | 4, 6–7, 9, 12   |
| Medley-A. Mattheis       | 15  | Antonio Jorge Neto | Todas           |
| Medley-A. Mattheis       | 27  | Guto Negrão        | Todas           |
| Scuderia 111             | 11  | Nonô Figueiredo    | Todas           |
| Vogel Motorsport         | 13  | André Bragantini   | Todas           |
| Vogel Motorsport         | 99  | Gualter Salles     | Todas           |
| Scuderia Lobo            | 21  | Thiago Camilo      | Todas           |
| Manzini Competições      | 22  | Paulo Gomes        | 9–12            |
| Manzini Competições      | 88  | Beto Giorgi        | 7–8             |
| RC Competições           | 9   | Giuliano Losacco   | Todas           |
| RC Competições           | 25  | Ricardo Etchenique | 10              |
| RC Competições           | 25  | Luiz Paternostro   | 1–9, 11         |
| Katalogo Racing          | 32  | Paulo Yamamoto     | 12              |
| Katalogo Racing          | 37  | Fernando Correa    | 1–4, 6–12       |
| Katalogo Racing          | 73  | Claudio Capparelli | 2–3             |
| Katalogo Racing          | 88  | Beto Giorgi        | 1–6             |
| Nascar Motorsport        | 33  | Ricardo Etchenique | 1–2, 6          |
| Nascar Motorsport        | 72  | Hélio Saraiva      | 1–3, 5–6        |
| Nascar Motorsport        | 77  | Aloysio Andrade    | Todas           |
| Nascar Motorsport        | 88  | Beto Giorgi        | 9–12            |
| Famossul Motorsport      | 34  | Matheus Greipel    | Todas           |
| Repsol-Boettger          | 35  | David Muffato      | 1–5, 7–12       |
| Repsol-Boettger          | 35  | Felipe Maluhy      | 6               |
| Repsol-Boettger          | 36  | Raul Boesel        | Todas           |
| Giaffone Motorsport      | 43  | Pedro Gomes        | Todas           |
| Giaffone Motorsport      | 44  | André Giaffone     | Todas           |
| Hot Car Competições      | 45  | Giuseppe Vecci     | Todas           |
| Salmini Racing           | 56  | Sérgio Paese       | Todas           |
| Salmini Racing           | 57  | Rodney Felicio     | 1, 3, 5–6, 9–12 |
| Salmini Racing           | 57  | Paulo Yamamoto     | 8               |
| Diretriz Racing          | 74  | Duda Pamplona      | Todas           |

## Classificação[8]
| 1   | David Muffato       | Ret | 1  | 1   | 1  | DSQ |    |    | 1  |     |    |    | 4  | 152   |
| 2   | Cacá Bueno          | 3   | 15 | 3   | 14 | 9   | 15 | 3  | 2  | 1   | 11 | 3  | 3  | 139   |
| 3   | Guto Negrão         | 4   | 14 | Ret | 8  | Ret | 2  | 1  | 3  | Ret | 3  | 1  | 5  | 138   |
| 4   | Ingo Hoffmann       |     |    |     |    |     |    |    |    |     |    |    |    | 123   |
| 5   | Antônio Jorge Neto  |     |    |     |    |     |    |    |    |     |    |    |    | 122   |
| 6   | Chico Serra         |     |    |     |    |     |    |    |    |     |    |    |    | 105   |
| 7   | Raul Boesel         |     |    |     |    |     |    |    |    |     |    |    |    | 101   |
| 8   | Giuliano Losacco    |     |    |     |    |     |    |    |    |     |    |    |    | 95    |
| 9   | Carlos Alves        |     |    |     |    |     |    |    |    |     |    |    |    | 91    |
| 10  | Pedro Gomes         |     |    |     |    |     |    |    |    |     |    |    |    | 69    |
| 11  | Nonô Figueiredo     |     |    |     |    |     |    |    |    |     |    |    |    | 64    |
| 12  | Gualter Salles      |     |    |     |    |     |    |    |    |     |    |    |    | 58    |
| 13  | Duda Pamplona       |     |    |     |    |     |    |    |    |     |    |    |    | 46    |
| 14  | Alceu Feldmann      |     |    |     |    |     |    |    |    |     |    |    |    | 40    |
| 15  | Sandro Tannuri      |     |    |     |    |     |    |    |    |     |    |    |    | 39    |
| 16  | Adalberto Jardim    |     |    |     |    |     |    |    |    |     |    |    |    | 38    |
| 17  | Thiago Camilo       |     |    |     |    |     |    |    |    |     |    |    |    | 34    |
| 18  | André Giaffone      |     |    |     |    |     |    |    |    |     |    |    |    | 33    |
| 19  | Thiago Marques      |     |    |     |    |     |    |    |    |     |    |    |    | 29    |
| 20  | Mateus Greipel      |     |    |     |    |     |    |    |    |     |    |    |    | 27    |
| 21  | Popó Bueno          |     |    |     |    |     |    |    |    |     |    |    |    | 22    |
| 22  | Sérgio Paese        |     |    |     |    |     |    |    |    |     |    |    |    | 19    |
| 23  | Luiz Paternostro    |     |    |     |    |     |    |    |    |     |    |    |    | 18    |
| 24  | Xandy Negrão        |     |    |     |    |     |    |    |    |     |    |    |    | 15    |
| 25  | Aloysio Andrade     |     |    |     |    |     |    |    |    |     |    |    |    | 13    |
| 26  | Neto de Nigris      |     |    |     |    |     |    |    |    |     |    |    |    | 12    |
| 27  | André Bragantini Jr |     |    |     |    |     |    |    |    |     |    |    |    | 13    |
| 28  | Ricardo Etchenique  |     |    |     |    |     |    |    |    |     |    |    |    | 10    |
| 29  | Rodney Felício      |     |    |     |    |     |    |    |    |     |    |    |    | 9     |
| 30  | Fernando Correa     |     |    |     |    |     |    |    |    |     |    |    |    | 8     |
| 31  | Beto Giorgi         |     |    |     |    |     |    |    |    |     |    |    |    | 3     |
| 32  | Giuseppe Vecci      |     |    |     |    |     |    |    |    |     |    |    |    | 2     |
| 33  | Paulo Gomes         |     |    |     |    |     |    |    |    |     |    |    |    | 2     |
| 34  | Hélio Saraiva Jr    |     |    |     |    |     |    |    |    |     |    |    |    | 1     |
| 35  | Cláudio Capparelli  |     |    |     |    |     |    |    |    |     |    |    |    | 1     |
| Pos | Piloto              | PR  | MS | SP  | PR | PR  | SP | PR | MS | RJ  | DF | PR | SP | Total |

| Cor      | Resultado            |
| -------- | -------------------- |
| Ouro     | Vencedor             |
| Prata    | 2º lugar             |
| Bronze   | 3º lugar             |
| Verde    | Terminou, nos pontos |
| Azul     | Terminou, sem pontos |
| Púrpura  | Retirou-se (Ret)     |
| Vermelho | Não qualificado (NQ) |
| Preto    | Desqualificado (DSQ) |
| Branco   | Não largou (NL)      |
| Sem cor  | Não participou (NP)  |
| Sem cor  | Lesionado (Les)      |
| Sem cor  | Excluído (EX)        |

† = Não terminou a etapa, mas foi classificado porque completou 90% da corrida.